# Kompanie (Unternehmen)
Die Kompanie (auch französisch Compagnie und portugiesisch Companhia, in Norddeutschland Mascopei) bezeichnete früher in der kaufmännischen Sprache ein gesellschaftlich oder genossenschaftlich geführtes Unternehmen.
Sie entstanden insbesondere mit Aufschwung des Portugiesischen Kolonialreichs im 15. Jahrhundert.
Im 17. bis 19. Jahrhundert hatten Unternehmungen wie die Companhia Geral do Comércio do Brasil, die Niederländische Ostindien-Kompanie oder die Britische Ostindien-Kompanie ihre Blüte. Im engeren Sinne spricht man hier im Bereich des Fernhandels von Handelskompanien.
Die Begriffe Kompanie und Compagnie sind in dieser Bedeutung zu unterscheiden von dem Zusatz Compagnie (meist als Co. oder Cie. abgekürzt) in Firmen.